# Sköldlussteklar
Sköldlussteklar (Encyrtidae) är en familj av steklar som beskrevs av Walker 1837. Enligt Catalogue of Life ingår sköldlussteklar i överfamiljen glanssteklar, ordningen steklar, klassen egentliga insekter, fylumet leddjur och riket djur, men enligt Dyntaxa är tillhörigheten istället ordningen steklar, klassen egentliga insekter, fylumet leddjur och riket djur. Enligt Catalogue of Life omfattar familjen Encyrtidae 3826 arter. 

## Bildgalleri

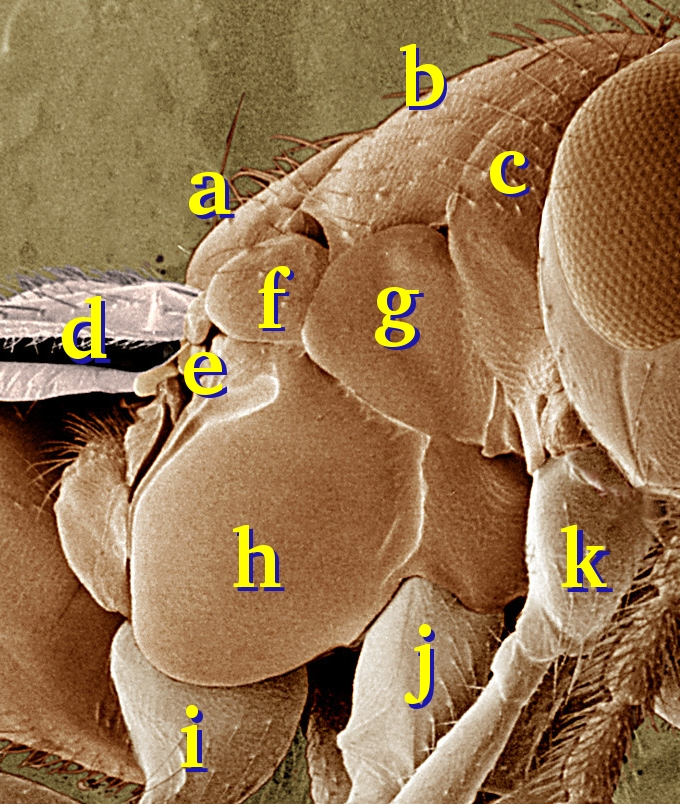

## Dottertaxa till sköldlussteklar, i alfabetisk ordning[1][2]
- Acerophagoides
- Acerophagus
- Achalcerinys
- Adektitopus
- Adelencyrtoides
- Adelencyrtus
- Adencyrtus
- Admirencyrtus
- Aenasiella
- Aenasius
- Aenasomyiella
- Aeptencyrtus bruchi
- Aesaria perseus
- Aethognathus
- Agarwalencyrtus
- Agekianella
- Ageniaspis
- Aglyptus rufus
- Agromyzaphagus detrimentosus
- Alamella
- Allencyrtus monomorphus
- Allocerellus
- Aloencyrtus
- Amasyxia infelix
- Amauroencyrtus micans
- Ameniscocephalus meniscocephalus
- Ameromyzobia
- Amicencyrtus obscurus
- Amicroterys
- Amira
- Ammonoencyrtus
- Anagyrodes
- Anagyrus
- Ananusia
- Anasemion inutile
- Andinoencyrtus ocellatus
- Anicetus
- Anisophleps alternata
- Anomalencyrtus
- Anomalicornia tenuicornis
- Anthemus
- Anusia
- Anusioptera
- Aphidencyrtoides thoracaphis
- Aphycinus magdalinae
- Aphycoides
- Aphycomastix annulata
- Aphycomorpha araucariae
- Aphycopsis australiaensis
- Aphyculus
- Aphycus
- Apoleptomastix
- Apsilophrys
- Aquaencyrtus
- Archinus occupatus
- Argutencyrtus luteolus
- Arhopoidiella carinata
- Arketypon vaderi
- Arrhenophagoidea
- Arrhenophagus
- Aschitus
- Aseirba caudata
- Asencyrtus deserticola
- Asterolecanobius tsukumiensis
- Astymachus
- Atelaphycus eriococci
- Atropates collinsi
- Australanusia
- Australaphycus albioviductus
- Austrochoreia
- Austroencyrtoidea leichhardti
- Austroencyrtus
- Austromira muironi
- Avernes
- Avetianella
- Bactritopus sugonjaevi
- Baeoanusia
- Baeocharis
- Baeoencyrtus platys
- Beethovena longifasciata
- Bennettisca
- Blanchardiscus
- Blastothrix
- Blepyrus
- Bolangera sankarani
- Borrowella
- Bothriocraera
- Bothriophryne
- Bothriothorax
- Boucekiella depressa
- Brachyencyrtus
- Brachyplatycerus minutum
- Brethesiella
- Bureshiella subplanata
- Caenohomalopoda
- Caldencyrtus
- Callaincyrtus
- Callipteroma
- Carabunia
- Casus
- Ceballosia
- Centencyrtus
- Cerapteroceroides
- Cerapterocerus
- Ceraptrocerella
- Ceraptroceroideus
- Cerchysiella
- Cerchysius
- Cercobelus
- Charitopsis
- Charitopus
- Cheiloneurella
- Cheiloneuromyia
- Cheiloneurus
- Cheilopsis
- Choreia
- Chorotega
- Chrysomelechthrus
- Chrysoplatycerus
- Cibdeloencyrtus
- Cicoencyrtus
- Cirrhencyrtus
- Cladiscodes
- Clausenia
- Clivia
- Coagerus
- Coccidaphycus
- Coccidencyrtus
- Coccidoctonus
- Coccidoxenoides
- Coccopilatus
- Coelopencyrtus
- Comones
- Comperia
- Comperiella
- Conchynilla
- Copidosoma
- Copidosomopsis
- Copidosomyia
- Cowperia
- Cranencyrtus
- Cryptanusia
- Cryptoplatycerus
- Cyderius
- Cyrtocoryphes
- Deilio
- Deloencyrtus
- Diaphorencyrtus
- Diasula
- Dicarnosis
- Dinocarsiella
- Dinocarsis
- Dionencyrtus
- Discodes
- Diversinervus
- Doddanusia
- Dusmetia
- Ebito
- Echthrobaccella
- Echthroplexiella
- Echthroplexis
- Ectroma
- Ectromatopsis
- Encyrtoalces
- Encyrtoidea
- Encyrtus
- Eocencnemus
- Eocencyrtus
- Eotopus
- Epanusia
- Epiblatticida
- Epicerchysius
- Epiencyrtus
- Epistenoterys
- Epitetracnemus
- Epitetralophidea
- Eremencyrtus
- Eremophasma
- Erencyrtus
- Ericydnus
- Ethoris
- Eucoccidophagus
- Eugahania
- Euogus
- Eupoecilopoda
- Euscapularia
- Eusemion
- Euzkadiella
- Exoristobia
- Extencyrtus
- Forcipestricis
- Formicencyrtus
- Fulgoridicida
- Gafsa
- Gahaniella
- Gavria
- Gentakola
- Ginsiana
- Globulencyrtus
- Gonzalezia
- Grandiclavula
- Grissellia
- Gwala
- Gyranusoidea
- Habrolepis
- Habrolepoidea
- Habrolepopteryx
- Hadrencyrtus
- Hadzhibeylia
- Haligra
- Hambletonia
- Helegonatopus
- Helygia
- Hemencyrtus
- Hemileucoceras
- Hengata
- Hesperencyrtus
- Heterococcidoxenus
- Hexacladia
- Hexacnemus
- Hexencyrtus
- Hipponactis
- Hofferencyrtus
- Holanusomyia
- Holcencyrtus
- Holcothorax
- Homalopoda cristata
- Homalotyloidea
- Homalotylus
- Homosemion
- Hoplopsis
- Iceromyia
- Ilicia
- Inbiaphycus
- Incisencyrtus
- Indaphycus
- Islawes
- Isodromoides
- Isodromus
- Ixodiphagus
- Kataka
- Koenigsmannia
- Kurdjumovia
- Laccacida
- Lakshaphagus
- Lamennaisia
- Leefmansia
- Leiocyrtus
- Leptomastidea
- Leptomastix
- Leurocerus
- Lirencyrtus
- Lochitoencyrtus
- Lohiella
- Lombitsikala
- Lutherisca
- Lyka
- Mahencyrtus
- Manicnemus
- Manmohanencyrtus
- Mariola
- Marxella
- Mashhoodia
- Mashhoodiella
- Mayrencyrtus
- Mayridia
- Melys
- Meniscocephalus
- Merlen
- Meromyzobia
- Mesanusia
- Mesastymachus
- Mesocalocerinus
- Mesorhopella
- Metablastothrix
- Metanotalia
- Metaphaenodiscus
- Metaphycus
- Metapsyllaephagus
- Microterys
- Mira
- Mohelencyrtus
- Mohelniella
- Monodiscodes
- Monstranusia
- Moorella
- Moraviella
- Mozartella
- Mucrencyrtus
- Muluencyrtus
- Nassauia
- Nathismusia
- Neabrolepoideus
- Neapsilophrys
- Neastymachus
- Neblatticida
- Negeniaspidius
- Neocharitopus
- Neocladella
- Neocladia
- Neococcidencyrtus
- Neocyrtus
- Neodusmetia
- Neoplatycerus
- Neorhopus
- Neperpolia
- Nerissa
- Nesebaria
- Nezarhopalus
- Notodusmetia
- Odiaglyptus
- Oesol
- Olypusa
- Oobius
- Ooencyrtus
- Orianos
- Oriencyrtus
- Ovaloencyrtus
- Ovidoencyrtus
- Paksimmondsius
- Papaka
- Papuna
- Parablastothrix
- Parablatticida
- Parachalcerinys
- Paracladella
- Paraclausenia
- Paracopidosoma
- Paraenasioidea
- Paraenasomyia
- Paralitomastix
- Paramasia
- Paramucrona
- Paranathrix
- Paraphaenodiscus
- Paraphycus
- Parapyrus
- Parasauleia
- Parastenoterys
- Paratetracnemoidea
- Paratetralophidea
- Parechthrodryinus
- Parectromoidella
- Parectromoides
- Parencyrtomyia
- Parencyrtus
- Pareupelmus
- Pareusemion
- Pasulinia
- Pawenus
- Pelmatencyrtus
- Peneax
- Pentacladocerus
- Pentelicus
- Perpolia
- Phasmocephalon
- Phasmocera
- Phasmopoda
- Phauloencyrtus
- Philosindia
- Pistulina
- Plagiomerus
- Platencyrtus
- Praleurocerus
- Prionomastix
- Prionomitoides
- Prionomitus
- Prochiloneurus
- Profundiscrobis
- Proleuroceroides
- Proleurocerus
- Protyndarichoides
- Pseudaphycus
- Pseudectroma
- Pseudencyrtoides
- Pseudencyrtus
- Pseudhomalopoda
- Pseudleptomastix
- Pseudococcobius
- Pseudorhopus
- Psilophryoidea
- Psilophrys
- Psyllaephagus
- Psyllaphycus
- Pulexencyrtus
- Quadrencyrtus
- Raffaellia
- Rhopalencyrtoidea
- Rhopus
- Rhytidothorax
- Ruandella
- Ruanderoma
- Ruskiniana
- Saera
- Sakencyrtus
- Sancarlosia
- Sanghalia
- Saprencyrtus
- Sarisencyrtus
- Satureia
- Saucrencyrtus
- Sauleia
- Savzdargia
- Schilleriella
- Scotteus
- Sectiliclava
- Semen
- Shenahetia
- Simmondsiella
- Solenaphycus
- Solenoencyrtus
- Spaniopterus
- Stemmatosteres
- Subprionomitus
- Syrphophagus
- Szelenyiola
- Tachardiaephagus
- Tachardiobius
- Tachinaephagus
- Taftia
- Tanyencyrtus
- Tassonia
- Teleterebratus
- Tetarticlava
- Tetracnemoidea
- Tetracnemus
- Tetracyclos
- Thomsonisca
- Tineophoctonus
- Tobiasia
- Tonkinencyrtus
- Trechnites
- Tremblaya
- Trichomasthus
- Tricladia
- Trjapitzinellus
- Tropidophryne
- Tshudo
- Tyndarichus
- Whittieria
- Vietmachus
- Viggianiola
- Vosleria
- Xanthoectroma
- Xenanusia
- Xenoencyrtus
- Xenostryxis
- Xerencyrtus
- Xylencyrtus
- Yasumatsuiola
- Zaomma
- Zaommoencyrtus
- Zaplatycerus
- Zarhopaloides
- Zarhopalus
- Zdenekiella
- Zelaphycus
- Zelencyrtus
- Zooencyrtus
- Zozoros